# Stadtentwässerung Stuttgart
Die Stadtentwässerung Stuttgart (SES) ist ein Eigenbetrieb der Landeshauptstadt Stuttgart und untersteht der Aufsicht des dortigen Tiefbauamts. Er wurde am 1. Januar 1995 gegründet. Seine Aufgaben sind die schadlose Ableitung und Behandlung der im Stuttgarter Einzugsgebiet anfallenden Abwässer gemäß der für die Stadt geltenden Abwasserbeseitigungssatzung einschließlich der Klärschlammverwertung und -beseitigung.

## Geschichte
Bis in die 1870er Jahre war die Beseitigung von Fäkalien und Ableitung flüssiger Abfälle ausschließliche Aufgabe der Hausbesitzer. Am 1. Juli 1872 nahm die städtische Latrinenentleerungsanstalt als Vorläufer der Stadtentwässerung ihren Betrieb auf. Im Juni 1873 beschloss der Gemeinderat ein Statut über die Entleerung der Abtritte in der Stadt Stuttgart. Die Hausbesitzer wurden verpflichtet, die Entleerung durch städtische Bedienstete oder durch den beauftragten Unternehmer Marquart durchführen zu lassen. Sitz der Latrinenentleerungsanstalt war in der Seidenstraße. 1883 wurde am Vogelsang ein zweiter Latrinenhof eingerichtet. Der Wagenpark zog 1886 an ein neu erworbenes Grundstück an der Mönchhalde.
Anfang des 20. Jahrhunderts wurde in der Stadt die Schwemmkanalisation eingeführt. 1901 wurde auf der Prag eine Versuchskläranlage errichtet, die im Zuge der Bahnhofserweiterung 1909 abgebrochen und auf das Gelände der Gasfabrik Gaisburg verlegt wurde. 1916 ging das Hauptklärwerk in Mühlhausen in Betrieb. 1952 wurde eine weitere Kläranlage in Möhringen für Möhringen, Vaihingen und Teile von Leinfelden-Echterdingen errichtet. 1957/58 folgte das Klärwerk Plieningen, 1966/67 das Gruppenklärwerk Ditzingen, das auch das Abwasser aus den Stuttgarter Stadtteilen Weilimdorf, Bergheim, Giebel, Hausen und Wolfbusch aufnahm und sich anfangs zu 74 % im Besitz der Stadt Stuttgart befand. In Büsnau errichtete das Land Baden-Württemberg unter finanzieller Beteiligung der Stadt Stuttgart in den Jahren 1960 bis 1966 ein Lehr- und Forschungsklärwerk.
Angesichts notwendiger Investitionen in dreistelliger Millionenhöhe beschloss der Stuttgarter Gemeinderat am 26. Mai 1994 die Gründung eines Eigenbetriebs für die Abwasserbeseitigung. Die Stadtentwässerung Stuttgart (SES) nahm zum 1. Januar 1995 den Betrieb auf, blieb aber organisatorisch weiterhin dem Stuttgarter Tiefbauamt unterstellt. Durch den neu gebildeten "Betriebsausschuss Stadtentwässerung" behielt der Gemeinderat die kommunale Aufsicht über das Unternehmen.

## Struktur

### Aufgaben und Gebiet
Der Eigenbetrieb mit seinen rund 380 Mitarbeitern plant, baut, betreibt und unterhält die Kanalisation, die Regenwasserbauwerke sowie die Abwasserpumpwerke. Insgesamt vier Klärwerke reinigen das Abwasser. Darüber hinaus werden auch die Abwässer von neun Nachbarstädten (Ditzingen, Esslingen, Fellbach, Gerlingen, Korntal, Kornwestheim, Leinfelden-Echterdingen, Ostfildern, Remseck) sowie des Stuttgarter Flughafens und der Landesmesse Stuttgart in den SES-Klärwerken behandelt.
Zum 1. Juli 2007 wurde das ehemalige Chemische Institut der Stadt Stuttgart in die Stadtentwässerung Stuttgart integriert und führt seitdem die kontinuierliche Überwachung des Abwassers, die Beprobung aller Stuttgarter Mineralquellen sowie aller Stuttgarter Hallen- und Freibäder durch. Im Auftrag der städtischen Ämter und der Bürger Stuttgarts erteilt das SES-Zentrallabor auch Auskünfte zu chemischen Fragestellungen, entnimmt Proben, führt Untersuchungen vor Ort oder im Labor durch und erstellt Gutachten zur Minimierung von Gefahren oder mit Empfehlungen zur Sanierung oder Entsorgung.
Die SES finanziert sich ausschließlich aus Gebühren, Entgelten und Beiträgen.
Die Betriebsleitung der Stadtentwässerung Stuttgart besteht aus einer Technischen Betriebsleitung als Erster Betriebsleitung und einer Kaufmännischen Betriebsleitung. Organisatorisch ist die Stadtentwässerung Stuttgart in drei Bereiche aufgeteilt:

### Abteilung Kaufmännische Betriebsleitung
In der kaufmännischen Abteilung fließen alle finanziellen und betriebswirtschaftlichen Vorgänge zusammen. Darüber hinaus ist das SES-Zentrallabor hier organisatorisch angesiedelt.

### Abteilung Entwässerung
Konzeptionelle und strategische Überlegungen (Kanalnetz- und Schmutzfrachtberechnungen, Starkregengefahrenkarten) werden in der Planung von Sanierungsmaßnahmen von Kanälen und Sonderbauwerken (Regenüberlauf- und Regenrückhaltebecken, Pumpwerke) im Entwässerungsnetz konkretisiert und dienen als Grundlage für Ausschreibungen der Baumaßnahmen. In Fragen der Grundstücksentwässerung beraten die Mitarbeiter der Stadtentwässerung Stuttgart Bauherren und Architekten und erstellen anschließend auch die Genehmigungen für Grundstücksentwässerungen. Die Informationen zum städtischen Kanalnetz werden im Kanalinformationssystem gepflegt und zur Verfügung gestellt. Eine weitere zentrale Aufgabe ist die Fortführung des Schmutzwasserentgelt- sowie des Niederschlagswassergebührensystems.

### Abteilung Klärwerke und Kanalbetrieb

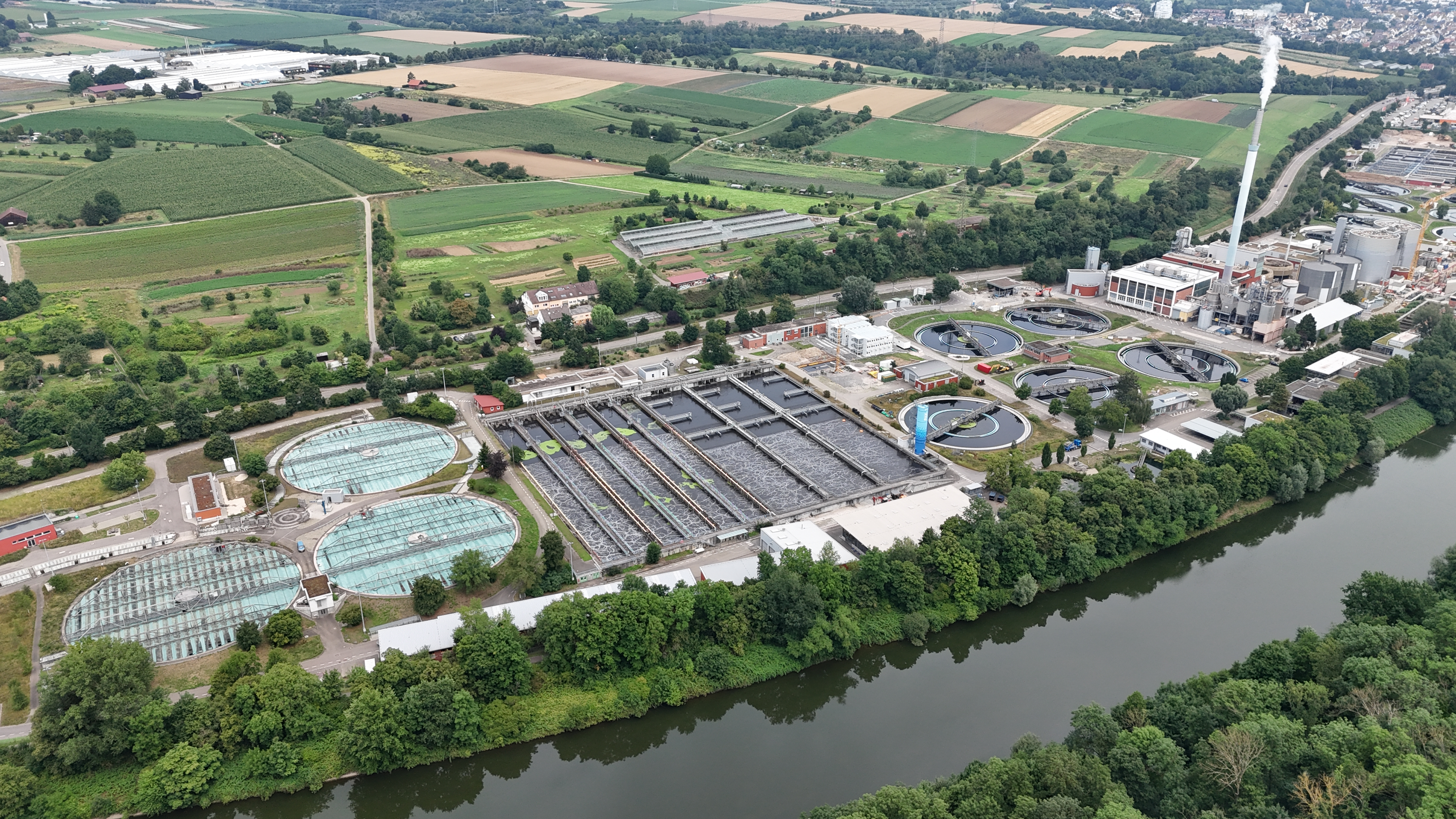
Hauptklärwerk in Stuttgart-Mühlhausen

Die Abteilung Klärwerke und Kanalbetrieb gliedert sich in die beiden Dienststellen Klärwerksbetrieb und Kanalbetrieb sowie in die beiden Sachgebiete Planung und Bau. Zu ihrem Aufgabengebiet gehört die Planung, der Ausbau und der Betrieb des Hauptklärwerks Mühlhausen und der drei Außenklärwerke Ditzingen, Möhringen und Plieningen sowie der Betrieb des Stuttgarter Kanalnetzes einschließlich der Regenbecken und der Abwasserpumpwerke.

### Spurenstoffelimination
Der erste Teilabschnitt der vierten Reinigungsstufe zur Spurenstoffelimination im Hauptklärwerk Stuttgart-Mühlhausen wurde am 2. November 2022 in Betrieb genommen. Mit Hilfe der vierten Reinigungsstufe werden im größten Klärwerk Baden-Württembergs zukünftig 68 Millionen Kubikmeter Wasser einer weitergehenden Reinigung unterzogen. Die rund 20 Meter hohen blauen Silos fassen insgesamt 150 Kubikmeter Pulveraktivkohle, um Mikroschadstoffe zu binden. Mit der ersten Ausbaustufe können bereits über 60 Prozent der Spurenstoffe entnommen werden, mit dem Endausbau werden es über 80 Prozent werden.
Spurenstoffe, auch Mikroschadstoffe genannt, sind durch menschliche Aktivitäten eingetragene Substanzen, die in sehr geringen Konzentrationen in Oberflächengewässern nachgewiesen werden. Als Beispiel seien Hormone und hormonähnliche Substanzen, Medikamentenrückstände, Röntgenkontrastmittel oder auch Industrie- und Haushaltschemikalien genannt.

## Leistungsindikatoren
Leistungsindikatoren der Stadtentwässerung Stuttgart (Stand 2019):
- 1,6 Mio. Einwohnerwerte (Ausbaugröße der vier Klärwerke)
- ca. 214 Tsd. m3 behandelte Abwassermenge/Tag
- ca. 1700 km Länge Kanalnetz[5]
- über 120 Regenbecken[11]
- 55 Mio. € Investitionen/Jahr
- ca. 380  Mitarbeiter und Auszubildende